# Grüner Ring (Region Hannover)

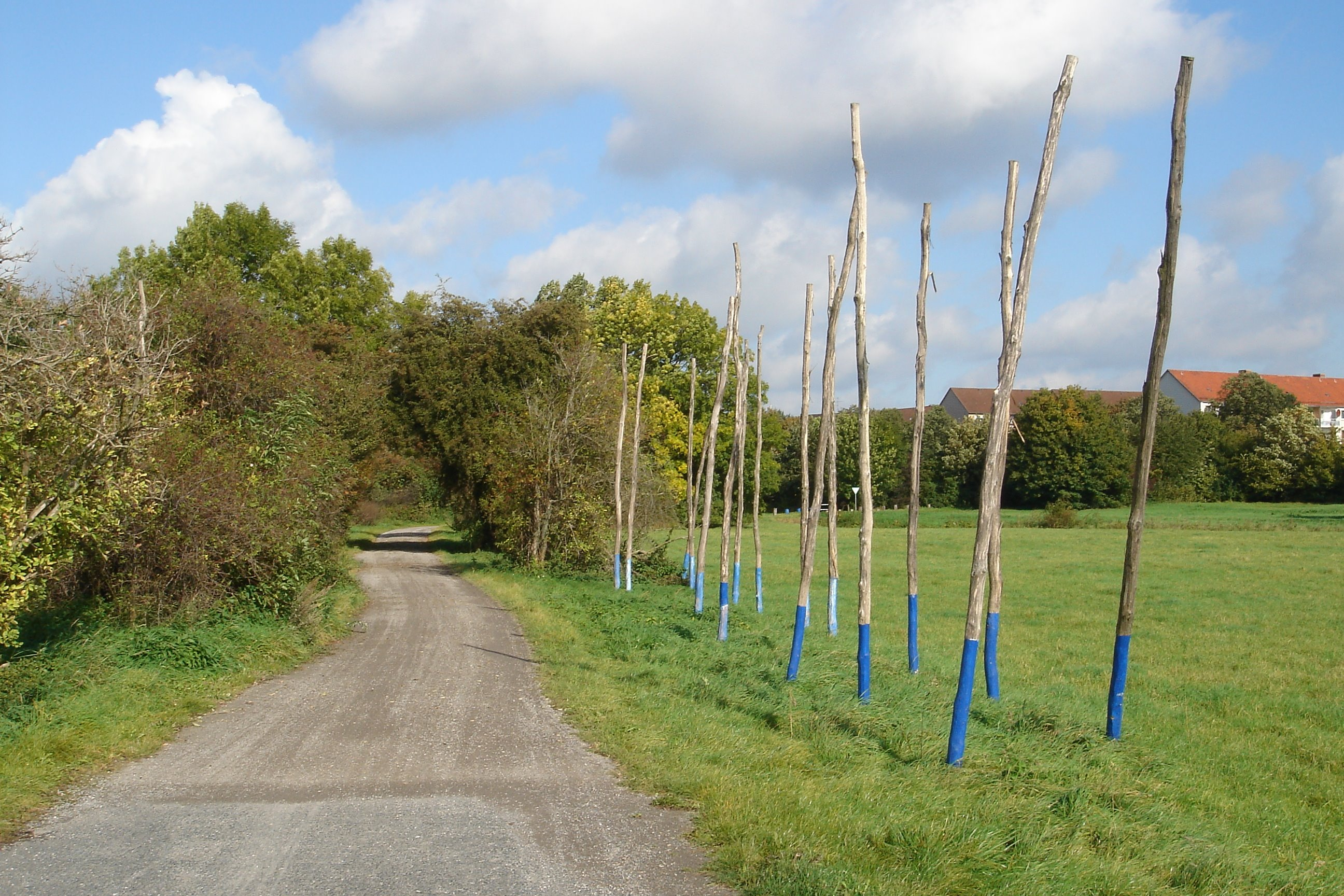
Weg bei Stöcken mit typischem Blau als Wegmarkierung

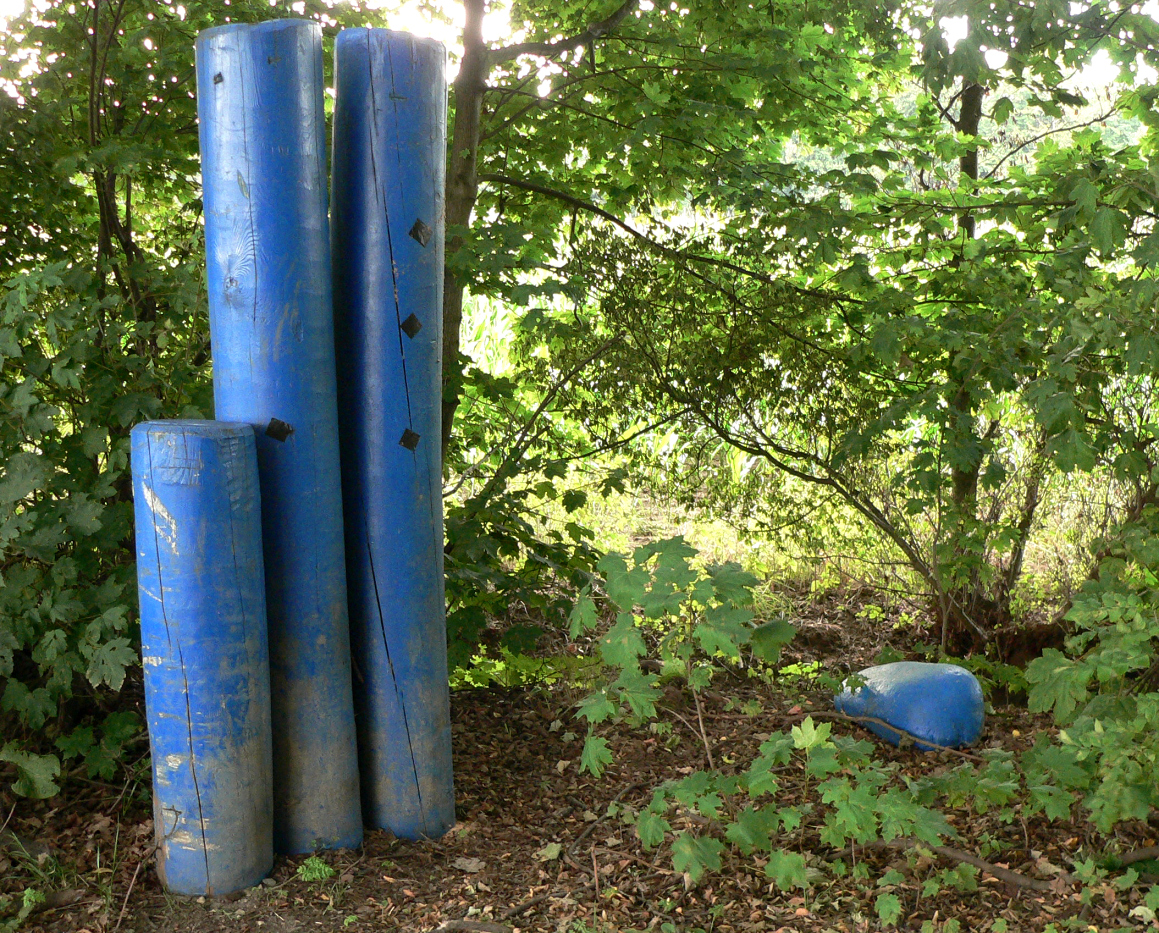
Blaue Stelen am Velberholz bei Velber

Der Grüne Ring ist ein im August 1998 eingeweihter Rund-Wander- und Fahrradweg, der – etwa entlang der Stadtgrenze – die Stadt Hannover umrundet. Sein Kennzeichen sind Holzpfosten, Steine, Zäune und andere Wegmarken, die in Blau angestrichen sind.

## Verlauf
Der Grüne Ring ist ideal für die Erkundung der verschiedenen Landschaften um die Großstadt Hannover und den Übergang von Stadtteil zu Stadtrand und Umland. Er besteht aus einem Basisring von 80 km Länge. Mit den drei Umlandschleifen nach Garbsen, Sehnde/Laatzen und Ronnenberg/Gehrden hat er eine Länge von 160 km. Darüber hinaus verfügt er über zwei Innenschleifen.
Die Basisschleife führt – im Norden Hannovers angefangen – durch die Stadtteile (sowie eigenständigen Gemeinden oder Städte) Langenhagen, Isernhagen-Süd, Lahe, Misburg, Anderten, Bemerode, Laatzen, Hemmingen, Arnum, Devese, Wettbergen, Empelde, Benther Berg, Velber, Ahlem, Letter, Marienwerder, Garbsen, Vinnhorst und Godshorn.
Da der Grüne Ring an rund 50 Stellen Gewässer überquert, wurden im Jahre 2013 an 18 Gewässerquerungen sogenannte Wasserzeichen aufgestellt. Dabei handelt es sich um Stelen, Wasserschilder, Wasserzähler und Wassertafeln.
Die Kennzeichnung in ländlichen Gebieten ist ausreichend gut. Im Stadtgebiet fehlen die Hinweise sehr oft. Deshalb ist es ratsam, gutes Kartenmaterial oder ein Navigationsgerät dabei zu haben.

Blaue Wegmarkierungen in Marienwerder
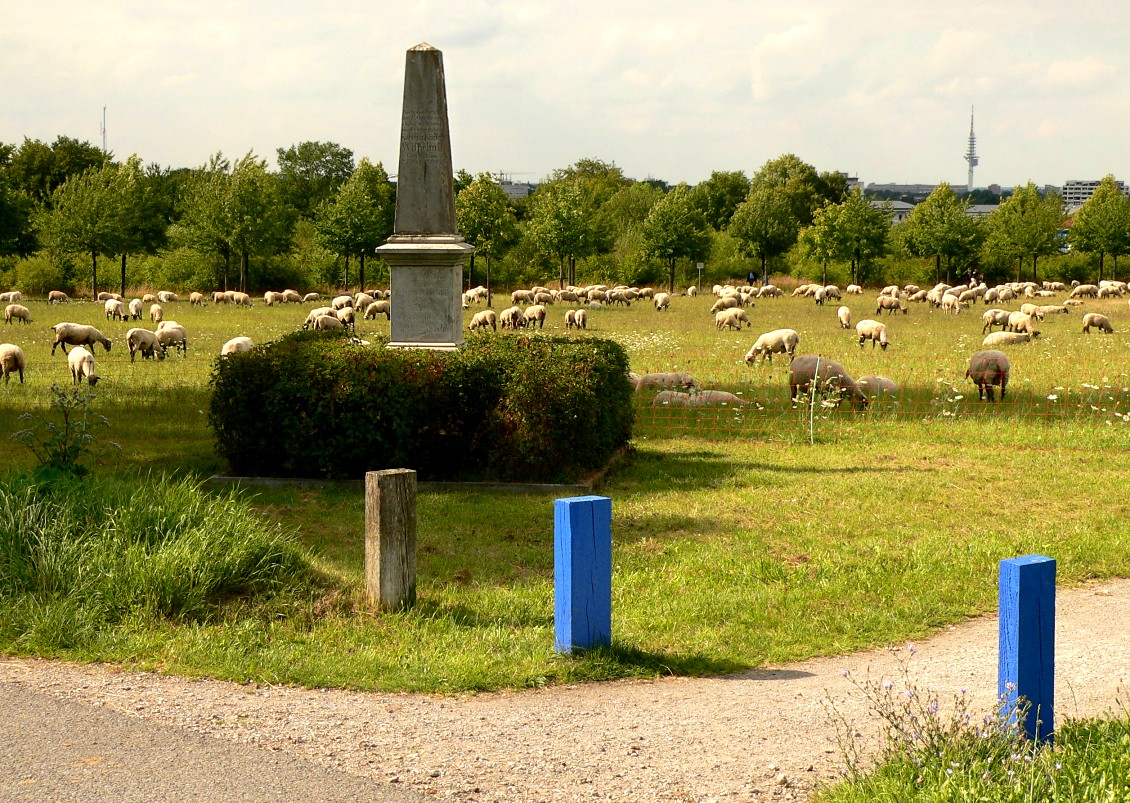
Wegmarkierungen am Paradestein auf dem Kronsberg
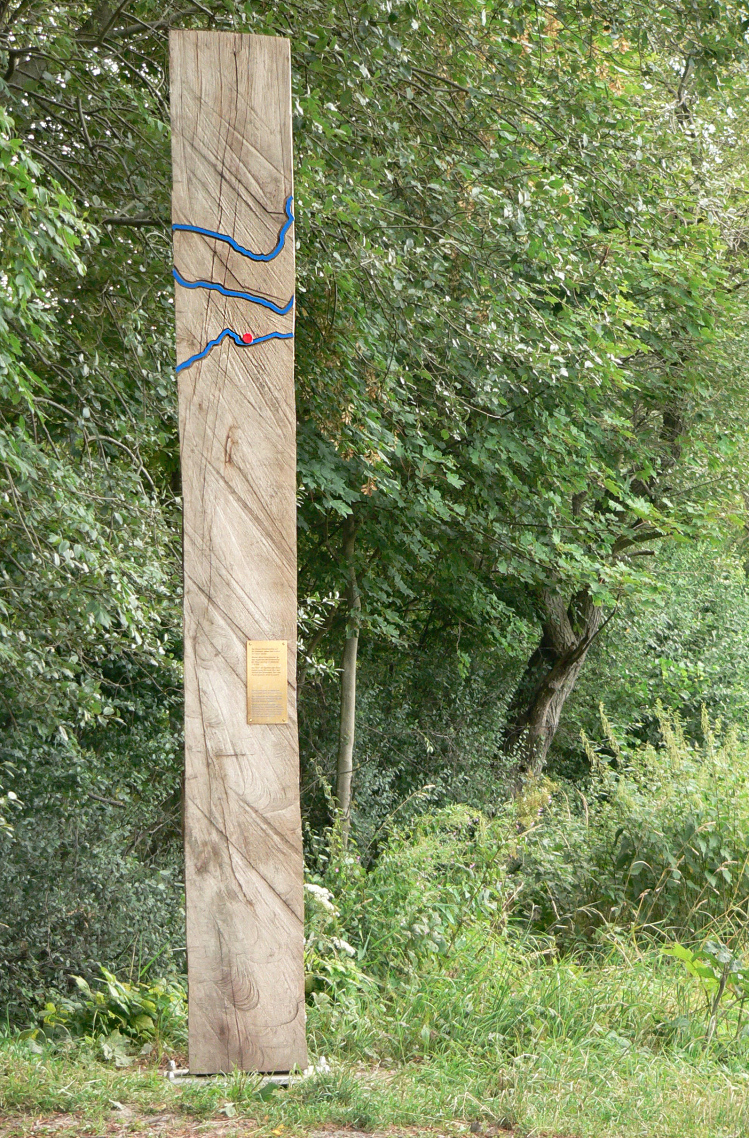
Wasserstele an der Gewässerquerung der Fösse am Velberholz
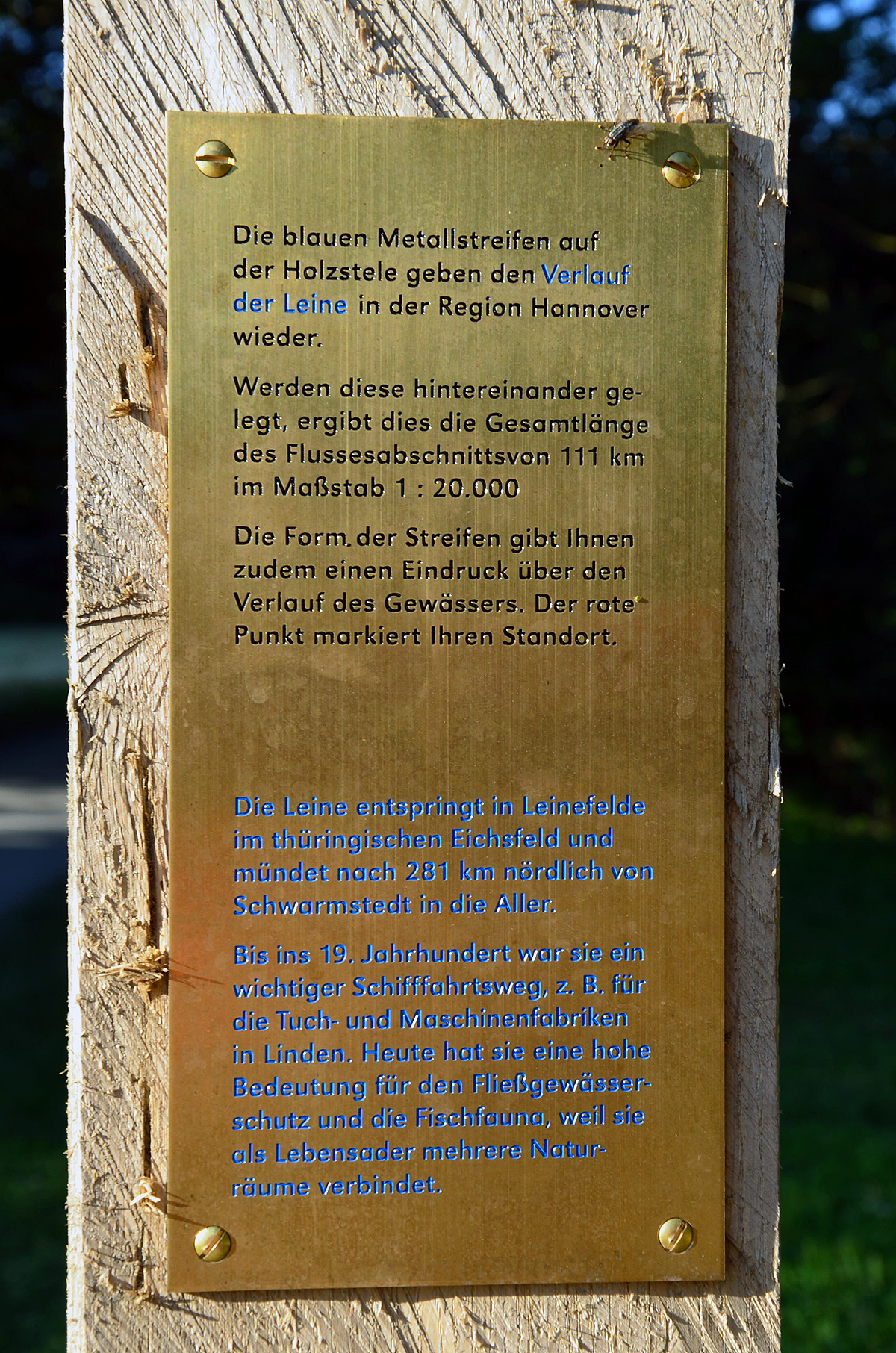
Informationen zur Leine an der „Wasserzeichen“-Stele im Hinüberschen Garten im hannoverschen Stadtteil Marienwerder
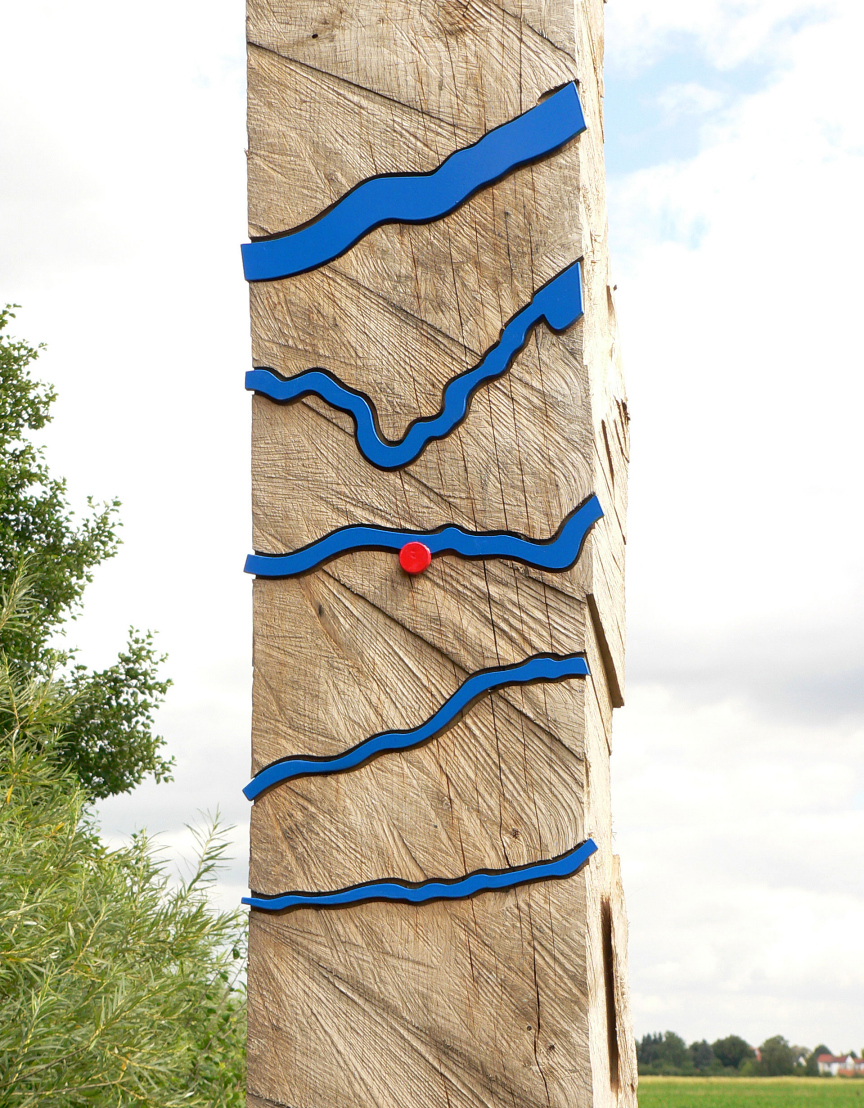
Wasserstele an der Gewässerquerung der Ihme bei Devese

## Landschaften

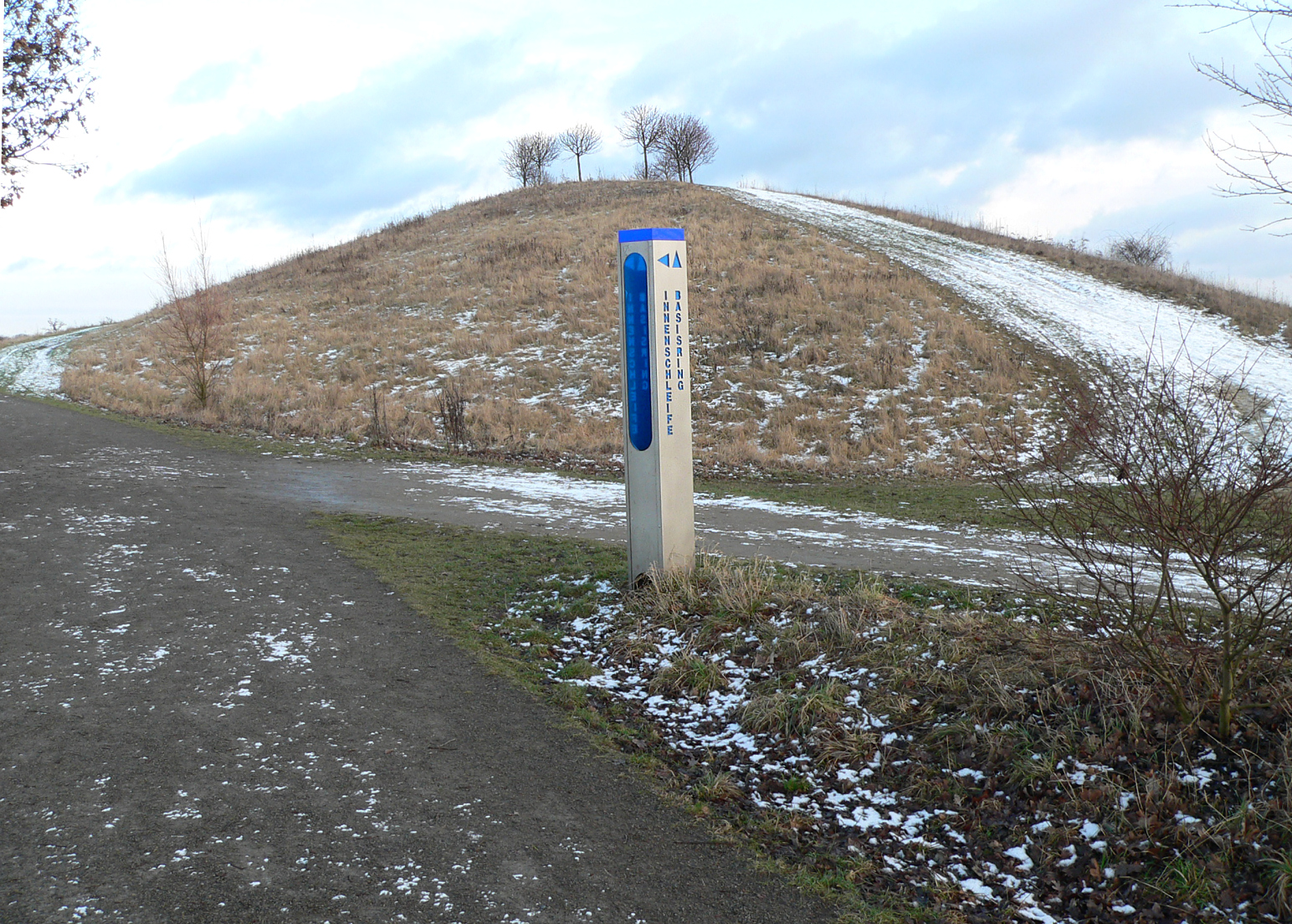
Hinweissäule am Kreuzungspunkt einer Innenschleife mit dem Basisring am Kronsberg

Der Grüne Ring verbindet mehrere Landschaftsräume. Im Norden verläuft der Grüne Ring in der Landschaft der norddeutschen Tiefebene mit Geest (Hannoversche Moorgeest, Burgdorf-Peiner Geest) und Mooren. Im Süden führt er durch die Lössbörde (Hildesheimer Börde, Calenberger Lössbörde). Dazwischen verläuft das Tal der Leine.